# Trot attelé
Le trot attelé est un type de sport hippique dans lequel des chevaux trotteurs tractent un sulky, menés par un driver. Ces chevaux doivent trotter le plus vite possible, pour atteindre la ligne d'arrivée en premier, sans jamais se mettre au galop, sous peine de disqualification.

## Préparation

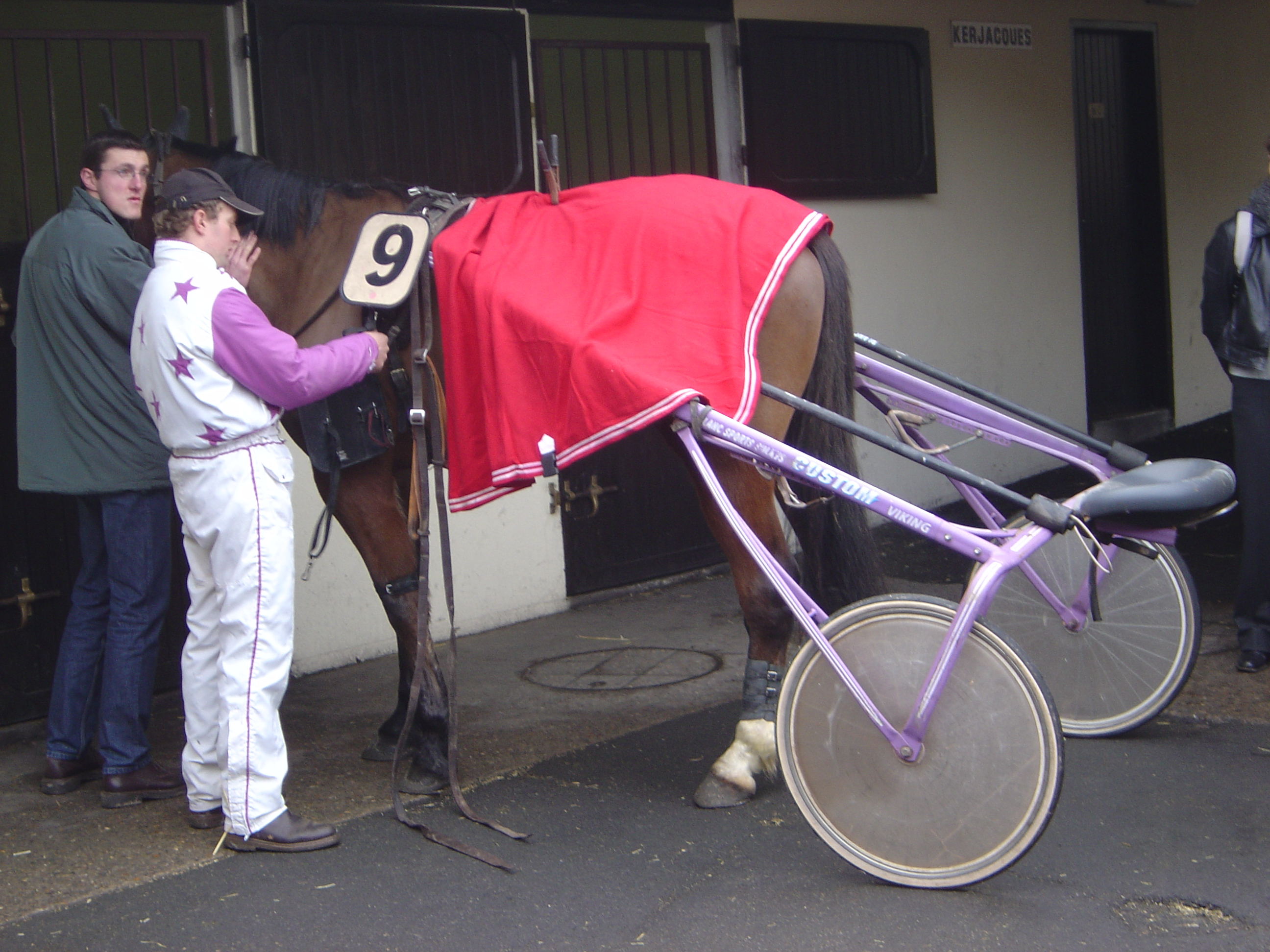
Préparation d'un sulky avant une course

Les courses de trot attelé impliquent un long entraînement du cheval trotteur en amont, différent de celui d'un galopeur en termes de technique et de rythme de travail. La première difficulté tient à une contradiction entre l'objectif même des courses de trot attelé et la nature du cheval : pour prendre de la vitesse, un cheval tend à se mettre naturellement au galop ; l'entraînement du trotteur consiste par là à lui faire perdre rapidement cette habitude.
Une seconde spécificité du trot attelé est l'habituation du poulain à la traction d'un sulky. Cet entraînement démarre par un travail aux longues rênes, et se poursuit par une habituation au contact avec un brancard libre contre les flancs. L'entraînement véritable débute avec un attelage plus lourd et moins fragile que le sulky de course, appelé « dresseuse ». Lorsque le poulain répond aux ordres dans la dresseuse, il est attelé au sulky, dans les mêmes conditions qu'en course.
Les trotteurs sont généralement travaillés par l'entraîneur lui-même, en suivant des séances découpées entre plusieurs   heats sur  des distances de 1 500 à 3 000 m, à différentes vitesses.

## Départ

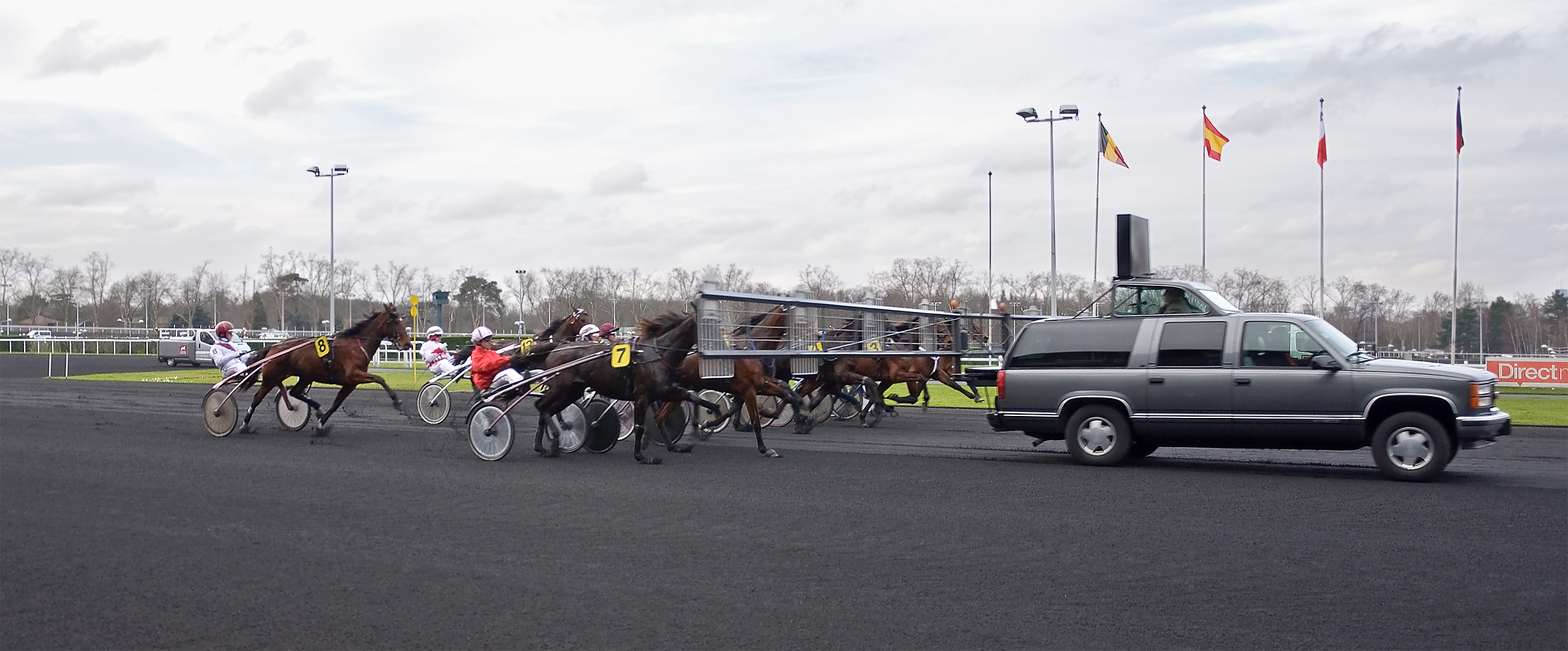
Autostart durant le Prix de France 2011.

Le départ d'une course de trot attelé peut s'effectuer de deux manières : soit derrière un autostart, soit en faisant une volte. L'autostart est une voiture équipée de deux barrières mobiles à l'arrière (une à gauche, l'autre à droite du véhicule). Sur ces barrières, on retrouve les numéros des chevaux, qui doivent se positionner derrière. Le no 1 est à la corde, le no 9 à l'extérieur, et les numéros 10 à 18 sont placés sur une seconde ligne. Le no 1 a un trajet plus court, mais risque d'être enfermé par les autres concurrents, alors que le no 18 a le double désavantage d'être en seconde ligne et à l'extérieur, ce qui l'oblige à un effort maximal. L'autostart roule à vitesse réduite, et lorsque tous les chevaux sont en position et trottent derrière lui, il accélère pour les libérer et lancer ainsi la course.

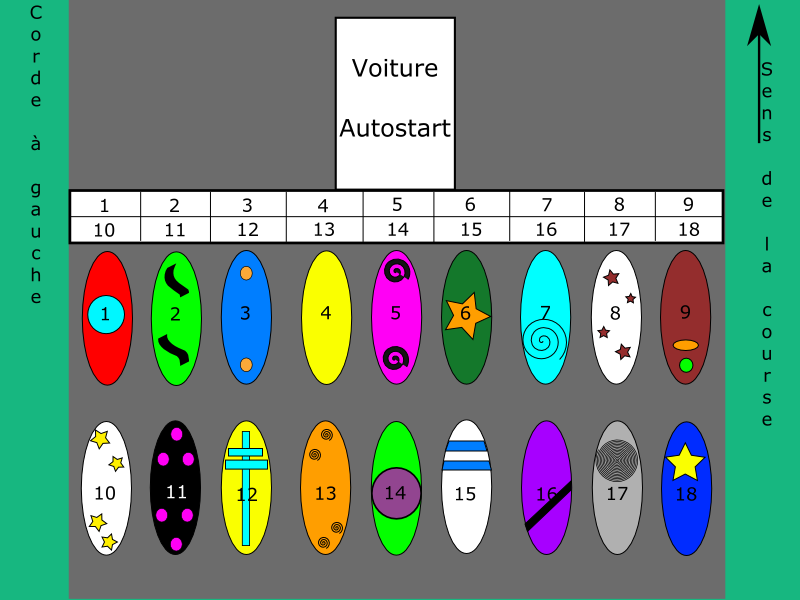
Positions derrière un autostart.
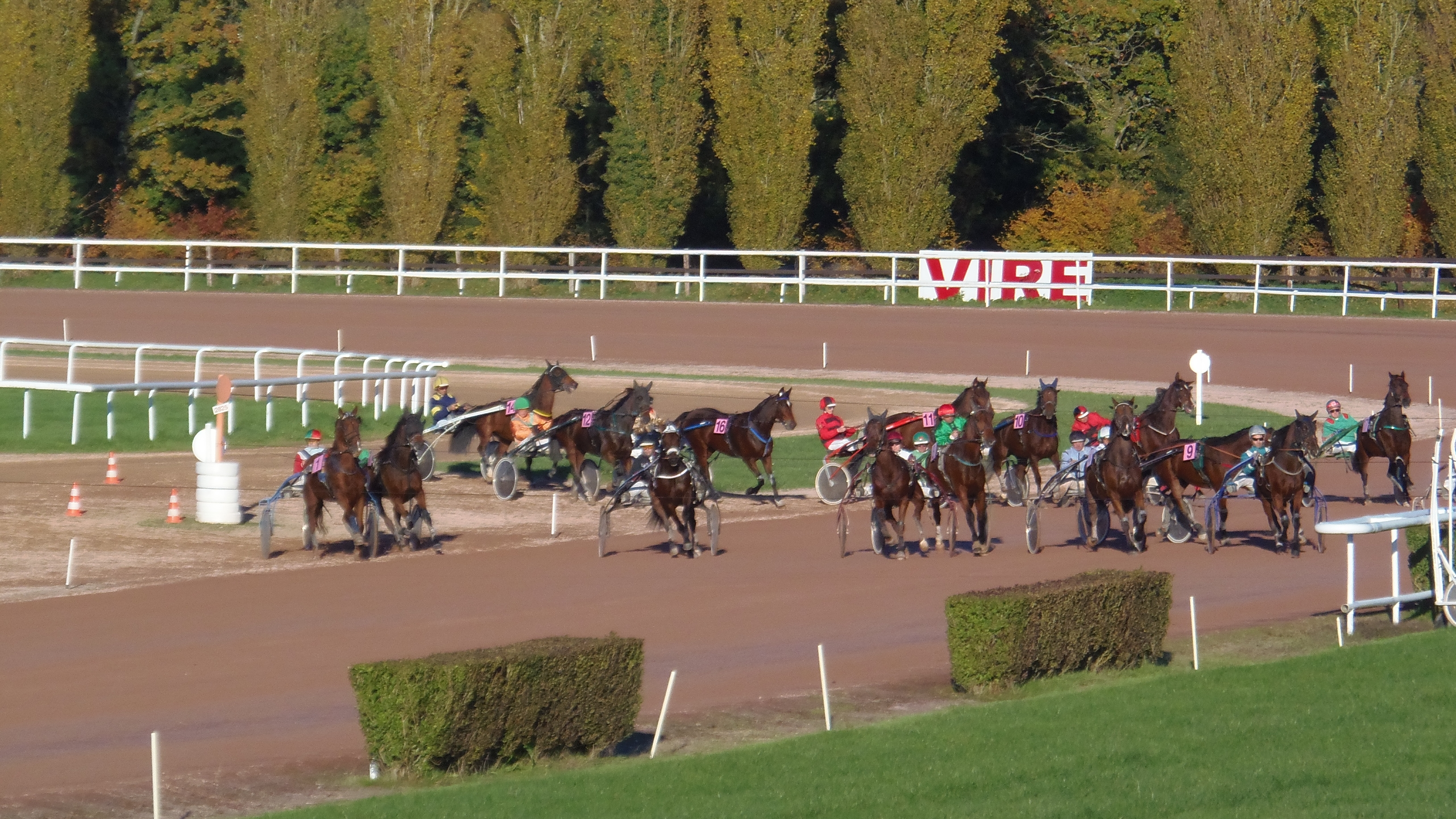
Un départ volté.

La volte est une particularité française. Les concurrents n'ont pas de place attribuée à l'avance, et les drivers doivent partir de façon synchronisée. Le principe est de partir perpendiculairement à la piste, et lorsque l'on estime que chacun est à sa place, un quart de tour est effectué avec le cheval pour le lancer sur la piste. Les commissaires lancent un compte à rebours et assurent la régularité du départ, aidés par des faisceaux lasers. Si le faisceau est coupé prématurément, c'est un faux-départ. En France, depuis le printemps 2008, l'auteur d'un faux-départ est sanctionné par l'obligation de partir derrière un concurrent. S'il ne s'exécute pas, il est disqualifié.

## Classifications
Les épreuves de trot attelé les plus prestigieuses sont classées en Groupe I. C'est le cas notamment du Prix d'Amérique en France, de l'Elitloppet en Suède et de l'Hambletonian Stakes aux États-Unis, trois des courses les plus célèbres de la planète. On trouve ensuite les épreuves de Groupe II (Prix de Washington par exemple) puis celles de Groupe III, tel que le Prix de Genève. Il existe beaucoup d'autres courses, mais leur niveau ne leur permet pas d'avoir le statut de course de Groupe. Ce statut est revu chaque année, et certaines courses, de temps à autre, gagnent ou perdent un rang dans la hiérarchie.
Il existe aussi des épreuves de trot attelé à poney pour les enfants, officialisées en 2008 par la Fédération française d'équitation.

## Artifices spécifiques au trot attelé

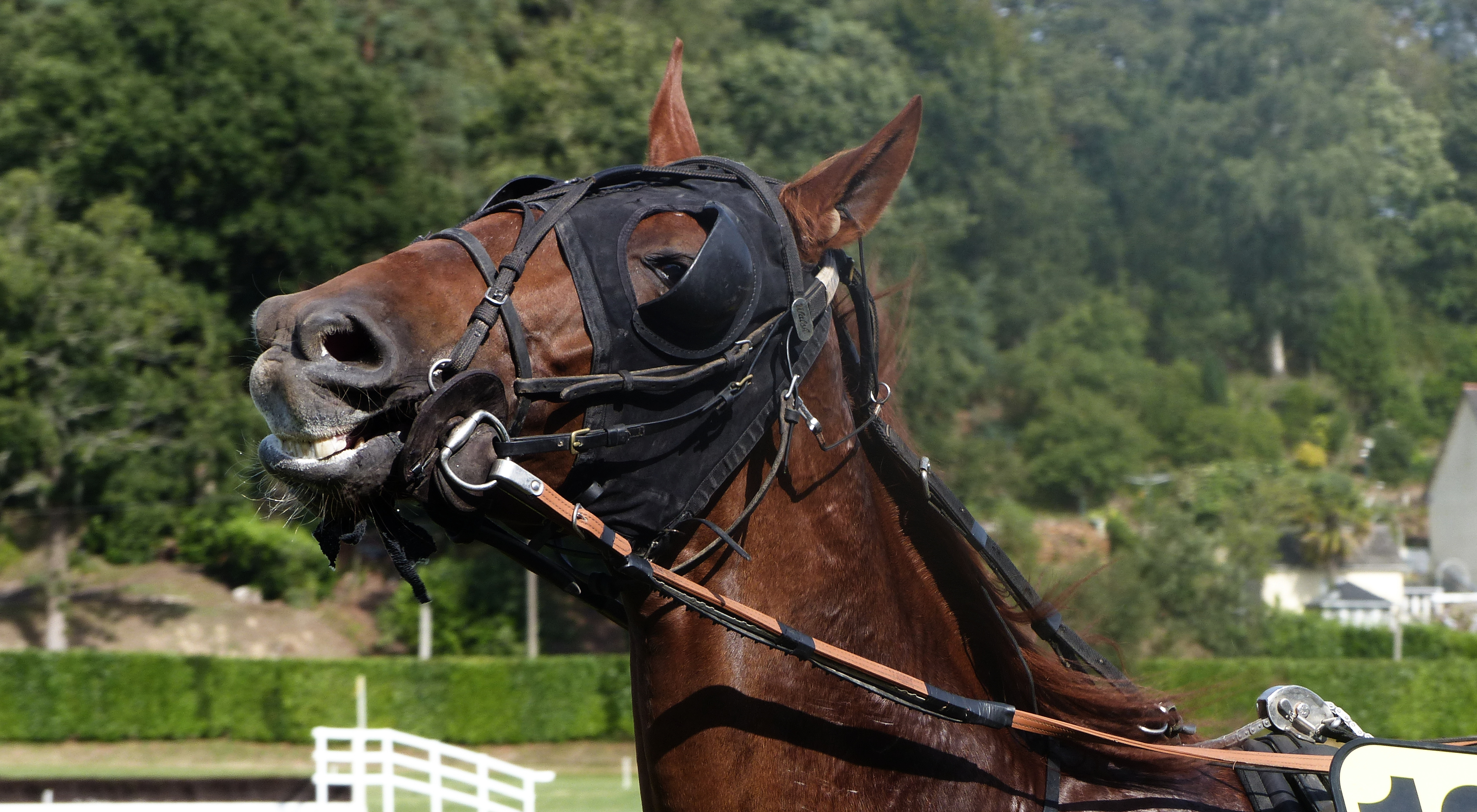
Différents artifices sur un trotteur français attelé : enrênement supérieur, attache de langue, bouchons d'oreilles et rêne à piquants.

L'entraînement et les courses de trot attelé impliquent le recours à de nombreux artifices spécifiques visant à maintenir le cheval au trot ou à corriger son attitude : mors et rênes à piquants ou picots, enrênement supérieur, barre de tête, anti-encapuchonneur, martingale ; d'autres artifices sont communs aux disciplines de galop : œillères et bouchons d'oreilles mobiles, capuchon anti-sable, attache de langue.